# Дзамбони, Луиджи (певец)
Луиджи Дзамбони (итал. Luigi Zamboni; 1767, Болонья, Папская область — 28 февраля 1837, Флоренция, Великое герцогство Тосканское) — итальянский оперный певец (комический бас, бас-баритон).

## Биография
Дебютировал в 1791 году в Равенне, позднее выступал в известных итальянских театрах. В 1811 г. пел в римском театре Валли в опере Фьораванти «Любовь и скупость». В 1816 году в Риме стал первым исполнителем роли Фигаро в опере Джоаккино Россини «Севильский цирюльник» (впоследствии исполнял также партию Бартоло). Получил звание академика Болонской академии музыки. В 1802—1805 годах пел в Санкт-Петербурге вместе с женой (сопрано).
В 1809 году в Одессе открылся государственный оперный театр, в котором стала работать маленькая итальянская труппа под управлением некого Монтавани. Начиная с сезона 1810—1811 года в театре в жанре оперы-буффа пел Дзамбони вместе со своей дочерью Густавиной, ставшей примадонной. Они выступали в Одессе несколько сезонов подряд, пропустив только чумной 1812—1813 год, в 1821 году переехали в Москву. Во второй столице итальянская антреприза существовала с 1821 по 1827 год под покровительством князя Н. Б. Юсупова. 12 ноября 1821 года состоялся первый спектакль, и Дзамбони пел в опере Россини «Турок в Италии», во втором представлении — «Золушке» того же композитора выступала Густавина.
В 1827—1830 годах Дзамбони являлся директором, режиссёром и солистом итальянской оперной труппы в России, в конце этого периода вёл неудачную судебную тяжбу с дирекцией Императорских театров. В своих «Записках» М. И. Глинка писал, что в 1828—1829 годах брал уроки композиции у сына Дзамбони.
В течение своей творческой жизни Дзамбони получил признание как одарённый исполнитель комической оперы и внёс существенный вклад в развитие жанра. Умер 28 февраля 1837 года.